# Gabriel Tarde
Pour les articles homonymes, voir Tarde.
Jean-Gabriel Tarde, né le 12 mars 1843 à Sarlat-la-Canéda et mort le 12 mai 1904 à Paris, est un sociologue et psychologue social français, l'un des premiers penseurs de la criminologie moderne. Ses fils, Alfred de Tarde (1880-1925), Paul Tarde (1878-1948) et Guillaume Tarde (1885-1989), poursuivirent un moment son œuvre.
Adversaire de la théorie de Cesare Lombroso sur l'origine biologique du crime, mais surtout le concurrent d'Émile Durkheim lors des premiers débats qui donneront naissance à la sociologie moderne française, il s'est fait connaître notamment par son ouvrage intitulé Les Lois de l'imitation (1890), qui rend compte des comportements sociaux par des tendances psychologiques individuelles. S'il fut un des grands acteurs des débats intellectuels de la seconde moitié du XIXe siècle, ses travaux sont restés dans l'ombre de ceux de l'école durkheimienne. Son œuvre est aujourd'hui redécouverte et fait l'objet d'une réédition complète dans la collection « Les Empêcheurs de penser en rond » sous la direction d'Éric Alliez.

## Biographie

### Jeunesse et études
Gabriel Tarde naît le 12 mars 1843, dans une famille de juristes. Si sa scolarité montre un élève brillant, son parcours est compromis par une grave maladie, qui interrompt pour quatre ans sa scolarité ; il profite cependant de ses périodes de convalescence pour lire – notamment Leibniz, qui eut une influence certaine sur sa pensée (voir par exemple « Monadologie et sociologie », 1893). Il suit deux années d'étude en autodidacte et une année de droit à Paris.

### Parcours professionnel
Il entre au tribunal de Sarlat, où il atteint le titre de juge.
Parallèlement à cette carrière de magistrat, Tarde entre en relation avec l'école criminaliste de Cesare Lombroso, mais très tôt il devient l'un des plus farouches adversaires de ce groupe. Il rejette en effet la théorie de l'origine physique de la criminalité, lui préférant l'aspect sociologique et psychologique.
Ce n'est cependant pas cette polémique qui le rend célèbre, mais plutôt la parution de ses Lois de l'imitation (1890), qui le fait connaître des milieux intellectuels. Il participe alors à la Revue philosophique de France et de l'étranger de Théodule Ribot, ainsi qu'à la Revue internationale de sociologie de René Worms. Nommé par Antonin Dubost chef du Bureau de la statistique criminelle en 1894, ses interprétations détonnent avec le darwinisme social ambiant, et son élection à la chaire de philosophie moderne du Collège de France, deux ans plus tard, laisse ses collaborateurs perplexes. Dès lors, sa notoriété égale celle d'Émile Durkheim.
Tarde enseigne au sein de l'École libre des sciences politiques. Il est l'un des premiers enseignants de sociologie de l'établissement.
Gabriel Tarde fait paraître de nombreux ouvrages, et ne se limite pas aux textes sociologiques et philosophiques. Il écrit également des poèmes, des pièces de théâtre, et même un récit utopique (Fragment d'histoire future, 1896). Il reste par ailleurs discret sur le plan politique, notamment au moment de l'affaire Dreyfus.
À partir de 1903, sa santé déjà si fragile se dégrade et Gabriel Tarde meurt à Paris le 12 mai 1904, remplacé par Henri Bergson à la chaire de philosophie moderne du Collège de France où il professait depuis 1900. En 1902, il y donnait des leçons de criminologie restées inédites, ou encore un cours sur Cournot. En 1909, une statue lui est érigée dans sa ville natale de Sarlat-la-Canéda par le docteur Pierre Sarrazin. Bergson lui dédie pour oraison :

« L'histoire de la philosophie nous apprend à distinguer deux genres de penseurs. Il en est qui choisissent leur direction et qui marchent méthodiquement au but, s'élevant, de degré en degré, à une synthèse voulue et préméditée. Il en est d'autres qui vont, sans méthode apparente, où leur fantaisie les mène, mais dont l'esprit est si bien accordé à l'unisson des choses que toutes leurs idées s'accordent naturellement entre elles. Leur réflexion, partant de n'importe où, et s'engageant dans n'importe quelle voie, s'arrange pour les ramener toujours au même point. Leurs intuitions, qui n'ont rien de systématique, s'organisent d'elles-mêmes en système. Ils sont philosophes sans avoir cherché à l'être, sans y avoir pensé. À la race de ces derniers appartient Gabriel Tarde... »

## Théorie sociologique
La pensée sociologique de Tarde a été largement éclipsée au profit de celle de l'école durkheimienne. Tarde n'a pas fait école et sa pensée n'a pas connu de postérité considérable. À cela s'ajoute que ses travaux laissaient indéterminée la frontière entre psychologie et sociologie, et manifestaient une tendance à élargir leur champ d'application jusqu'à l'universel, attitude peu conforme à la spécialisation et à la division du travail intellectuel dans la France de l'époque.
Tarde propose deux notions pour expliquer les mouvements sociaux : l'imitation et l'invention. Chacun imite ce qu'il admire, ce qu'il juge bon et capable de lui servir de modèle, mais agence, de manière originale, par leur mélange, les imitations choisies à plusieurs sources. Ainsi l'Histoire se présente comme une succession de flux imitatifs différents, une succession de modèles aptes à susciter une imitation par un grand nombre d’individus. Pourquoi l'imitation ? Parce que Tarde conçoit les individus comme un grand ensemble de reflets (il reprend l'idée des monades de Leibniz), c'est-à-dire que chacun voit ses semblables et en eux se retrouve lui-même. C'est un jeu de miroirs qui est au cœur de la vie en société. Constamment, on est juge et jugé, soi-même face aux autres et les autres face à nous. Chacun en vient naturellement à faire comme l'autre, pour que lui se reconnaisse en nous et inversement, pour que cette vie en société, en somme, soit cohérente et possible, devienne partage de points communs et non opposition de dissemblances – relation où même la tendance à l’opposition devient point commun : « Deux choses opposées, inverses, contraires, ont pour caractère propre de présenter une différence qui consiste dans leur similitude même, ou, si l'on aime mieux, de présenter une ressemblance qui consiste à différer le plus possible » (L'opposition universelle : essai d'une théorie des contraires, 1897). On comprend dès lors ce qui fait dire à Bruno Latour que Tarde est un précurseur de la théorie de l'acteur-réseau : maillon d'une chaîne sociale ininterrompue, l'individu trouve sa place dans la société à travers les relations d'influence qu'il tisse avec ses semblables.
À la base de l'imitation et de l'invention, qui sont des actes, des processus, Tarde place la croyance et le désir, qui sont des caractères psychologiques individuels : « La croyance et le désir : voilà donc la substance et la force, voilà aussi les deux quantités psychologiques que l'analyse retrouve au fond de toutes les qualités sensationnelles avec lesquelles elles se combinent ; et lorsque l'invention, puis l'imitation, s'en emparent pour les organiser et les employer, ce sont là, pareillement, les vraies quantités sociales » (cf. Les lois de l'imitation (1890)).
Par croyance, Tarde entend désigner le crédit qu'un individu peut porter à un ensemble de représentations, à une personne qui les véhicule, à un système de valeur particulier. C'est la croyance qui permet l'imitation ; et c'est le désir qui permet l'invention, puisque par désir il s'agit d'indiquer le réinvestissement des différentes croyances qui se confrontent, en un mouvement perpétuel, la croyance nourrissant le désir, qui lui-même la nourrit.
Tarde dit encore, dans Essais et mélanges sociologiques : « Ma pensée à cet égard se résume dans le double énoncé suivant, qu'il serait trop long de développer : 1. Au fond des phénomènes internes, quels qu'ils soient, l'analyse poussée à bout ne découvre jamais que trois termes irréductibles, la croyance, le désir, et leur point d'application, le sentir pur, - extrait, par abstraction et hypothèse, de l'amas de propositions et de volitions où il se trouve engagé. 2. Les deux premiers termes sont les formes ou forces innées et constitutives du sujet, les moules où il reçoit les matériaux bruts de la sensation. Ce sont les deux seules catégories auxquelles on n'ait pas songé, probablement parce qu'elles sautaient aux yeux, et les deux seules qui, je crois, méritent ce nom. »
Tarde avance ici l'idée qu'il n'y a pas de contradiction entre présenter les mouvements globaux de la société et placer, à la base d'une réflexion sur celle-ci, un individualisme radical. C'est que la sociologie de Tarde est une microsociologie, en ce sens qu’elle repose sur des mécanismes psychologiques individuels, et laisse donc à l'individu toute son importance, dans le maillage social et transhistorique.
Pour Tarde, l'imitation opère selon deux lois fondamentales : d’abord, croyance et désir sont des spécificités psychologiques individuelles, c'est-à-dire que leur propagation, à travers l'imitation, se fait de l’intérieur vers l’extérieur, de la pensée aux actes ; ensuite, le mouvement se fait des élites vers le peuple, d’individus supposés en haut de la hiérarchie sociale (savants, artistes, éminences spécialistes), vers le bas de la société, classes supposées inférieures (ouvriers, individus non qualifiés).
Tarde compare ce processus à une « sorte de château d'eau social d'où la cascade continue de l'imitation doit descendre ». Et si l’élite d’une société, au sommet du « château d'eau », ne propose plus de nouveauté et reste sur ses anciennes « inventions », entendues au sens de Tarde, devenues croyances, traditions pour les « imitants » des classes populaires, alors « on peut dire que sa grande œuvre est faite et son déclin avancé » .
« Le lien social a donc trois composantes : l'imitation, l'opposition et l'adaptation », ainsi que le résume Denis Touret. Il s’agit de dire ici que le processus imitation - invention est un processus problématique : les flux imitatifs sont contradictoires, et leur accord, qui correspond à une relative stabilité de la société, ne se fait pas sans qu'il y ait lutte, résistance des modèles anciens aux modèles nouveaux. Mais il y a adaptation : de la lutte entre flux imitatifs différents, il ne résulte pas de victoire radicale de l’un sur l’autre, mais un compromis, un mélange, qui est lui, pleinement nouveau – jusqu’à ce qu’un nouveau modèle vienne le concurrencer…
Tarde conçoit donc une explication de la société qu'il place en regard d'une explication universelle: développant son raisonnement dans une perspective diachronique, il fait de l'imitation le moteur de l'Histoire, plus encore qu'un simple mécanisme social. L'intervention des monades leibniziennes est symptomatique d'un essentialisme historique, qui sacre la permanence plutôt que la différence: quand Tarde fait de l'invention et de la différence les moteurs du changement dans les sociétés humaines, il assure en filigrane la permanence infinie des mouvements d'imitation, de répétition et d'opposition. Le progrès est, dans sa théorie, un accident historique et temporaire, et l'individu est l'objet de ses croyances et de ses désirs, plutôt que le maître de ses actes: la théorie générale de Tarde tente donc de concilier l'immanence du plan social, et la transcendance monadologique - une posture paradoxale qui aura, elle aussi sans doute, contribué à l'insuccès historique de Tarde.

### Presse et influence
En permettant de lire le dispositif journalistique de son époque comme un système dans lequel les "publicistes" (journalistes, hommes politiques, notables…) imposent certains thèmes au public, Gabriel Tarde préfigure certaines analyses qui seront reprises plus tard, par exemple celle de l'agenda setting, proposées par les universitaires américains Donald Shaw et Maxwell McCombs dans les années 1970, ou par le sociologue français Patrick Champagne.

### Les lois de l'imitation
Tarde fait de l'imitation le fondement du lien social, celle-ci couvrant tous les aspects de la vie sociale (religieux, politique, juridique, scientifique, économique, linguistique et culturel). Il y a d’abord des innovations ou des découvertes, qui peuvent n'être qu’un perfectionnement, si faible soit-il, d'innovations réalisées auparavant. Ces « initiatives rénovatrices » se propagent ensuite par imitation et répétition, s'étendent d'un milieu social vers un autre, d’un village à un autre, d'un pays à un autre. Les civilisations conquérantes imitent ainsi les civilisations conquises et vice-versa.
Les imitations ne sont pas toujours des copies exactes, mais peuvent être des similitudes (ce qui revient, pour Tarde, à des imitations) ; chaque copie est un modèle pour la copie suivante. L'imitation se propage ainsi par ondulation sur la société, à condition de ne pas rencontrer d’obstacles, telle une pierre qui produit des ondulations une fois jetée dans l’eau. Celles-ci s’étendent avec plus de facilité à mesure que se développent les techniques de communication et de transport.
L'imitation forme pour Tarde un cycle, où elle fait d’abord face à une résistance avant qu'il y ait adaptation. Lorsqu’une civilisation en imite une autre, la résistance sera plus grande et l’imitation subira de plus grandes transformations.
Dans sa théorie, Tarde laisse peu de place à l’autonomie. Chaque découverte ou métier provient d’une analogie avec une découverte précédente qui en copie un principe commun. Par exemple, à partir d’un premier échange de biens, d’autres échanges ont pu avoir lieu jusqu'au développement de l'économie moderne.

#### Les "duels logiques"
Les "duels logiques" sont une idée montante, contestée par une opinion dominante. Il y a un duel logique entre les deux idées. Tarde fait remarquer que l’opinion montante sera l’idée dominante de demain. Le scandale est inévitable, tout a un jour fait scandale. Les mouvements artistiques de manière générale se construisent en écho ou en opposition aux précédents.

### Foule, public et corporation

#### Foule
Pour Tarde la foule est un phénomène passionnel, instinctif et dangereux, car incontrôlable. Les comportements des menés tendent vers l'uniformité et l'unanimité par phénomène d'imitation affective.
C'est Gustave Le Bon (1841-1931), avec qui Tarde a fréquemment correspondu, qui s'attachera à l'étude de ces « groupes de l'instant » que constituent les foules et à leur psychologie collective particulière, qui ne les rend pas seulement potentiellement « criminelles » comme le pensait Tarde, mais aussi capables d'amour, de sacrifice, d'héroïsme. Dans Psychologie des foules, paru en 1895, il recense différentes sortes de foules et analyse les diverses logiques qui s'y trouvent en œuvre.
À la page 9 de Psychologie des foules, Gustave Le Bon écrit : « des milliers d'individus séparés peuvent à un moment donné, sous l'influence de certaines émotions violentes, un grand événement national par exemple, acquérir les caractères d'une foule psychologique ». On a là une anticipation de la notion de « public » qui naîtra avec le développement du cinéma, tout juste découvert au moment où Le Bon écrit ces lignes, puis de la radio et de la télévision, notion développée aujourd'hui par Dominique Wolton.
Gabriel Tarde avait également pressenti le phénomène dans un article  « La psychologie du jury ».

#### Public
En opposition à la foule, le public est, pour Tarde, le groupement du futur. Il s'agit d'une collectivité purement spirituelle qui se construit à travers la lecture simultanée et la suggestion à distance. On peut aussi appartenir à plusieurs publics à la fois, on songe notamment aux publics de journaux.

#### Corporation
C'est une foule durable, organisée, hiérarchisée et régulière. Par exemple, l'Église, l'État…

## Postérité de Tarde
Bien que Tarde ait joui d'une réputation importante de son vivant, sa pensée sociologique a été éclipsée au profit de celle de l'école durkheimienne. Ses écrits ont été redécouverts tardivement et sa pensée reste toutefois prégnante chez de nombreux auteurs et au sein de nombreux courants de la sociologie. Aux États-Unis, il est perçu comme l'un des fondateurs de la psychologie sociale, tandis qu'en France, il a été redécouvert dans les années 1960 par Jean Milet, repris par le philosophe Gilles Deleuze qui, entre autres noms moins connus, a beaucoup contribué au regain d'intérêt actuel pour Tarde. D'autres penseurs, tels Peter Sloterdijk et Bruno Karsenti, revendiquent l'héritage de Tarde. En 2005, dans Changer de société. Refaire de la sociologie, Bruno Latour fait de l'auteur des Lois de l'imitation l'un des précurseurs de la théorie de l'acteur-réseau. Michel Maffesoli s'inspire également de ces « lois de l'imitation » pour forger son concept de « tribu ». Le principe de similitude développé par Tarde est au cœur de l'analyse maffesolienne.
L'œuvre de l'artiste plasticienne contemporaine Louise Tilleke est analysée par le critique d'art Thibaut Josset comme se réclamant de la pensée de Gabriel Tarde.

## Œuvres de Gabriel Tarde
Ouvrages classés par ordre chronologique de première publication.
- Contes et poèmes, Paris, Calmann-Lévy, 1879, 288 p. (lire en ligne)
- Maine de Biran et l'évolutionnisme en psychologie, 1882.
- La Criminalité comparée, Paris, Félix Alcan, 1886, 214 p. (lire en ligne)
- Les Lois de l’imitation : étude sociologique, Paris, Félix Alcan, 1890, 431 p. (lire en ligne)
- La Philosophie pénale, Lyon, A. Storck, coll. « Bibliothèque de criminologie », 1890, 566 p. (lire la 5e édition en ligne)
- Études pénales et sociales, Lyon, A. Storck, coll. « Bibliothèque de criminologie », 1892, 460 p. (lire en ligne)
- Les Transformations du droit : étude sociologique, Paris, Félix Alcan, 1893, 216 p. (lire en ligne)
- Essais et mélanges sociologiques, Lyon, Paris, A. Storck, G. Masson, coll. « Bibliothèque de criminologie », 1895, 429 p. (lire en ligne)
- La Logique sociale, Paris, Félix Alcan, coll. « Bibliothèque de philosophie contemporaine », 1895, 464 p. (lire en ligne)
- Fragment d'histoire future, Paris, V. Giard et E. Brière, 1896, 52 p. (lire en ligne)
- L'Opposition universelle : Essai d'une théorie des contraires, Paris, Félix Alcan, coll. « Bibliothèque de philosophie contemporaine », 1897, 451 p.
- Études de psychologie sociale, Paris, V. Giard et E. Brière, coll. « Bibliothèque sociologique internationale », 1898, 326 p. (lire en ligne)
- Les Lois pénales : essai d'une sociologie, Paris, Félix Alcan, 1898, 165 p.
- Les Lois sociales : esquisse d'une sociologie, Paris, Félix Alcan, coll. « Bibliothèque de philosophie contemporaine », 1898, 172 p. (lire en ligne)
- Les Transformations du pouvoir, Paris, Félix Alcan, coll. « Bibliothèque générale des sciences sociales », 1899, 266 p. (lire en ligne)
- L'Opinion et la Foule, Paris, Félix Alcan, coll. « Bibliothèque de philosophie contemporaine », 1901, 226 p. (lire en ligne)
- Psychologie économique, t. 1, Paris, Félix Alcan, coll. « Bibliothèque de philosophie contemporaine », 1902, 383 p. (lire en ligne)
- Psychologie économique, t. 2, Paris, Félix Alcan, coll. « Bibliothèque de philosophie contemporaine », 1902, 449 p. (lire en ligne)Articles
- Gabriel Tarde, "La dialectique sociale", Revue Philosophique de la France et de l'Étranger, T. 26 (JUILLET A DÉCEMBRE 1888), PUF, pp. 148-165.

## Distinctions
- Chevalier de la Légion d'honneur[16]
- Commandeur de l'ordre du Venezuela[16]
- Commandeur de l'ordre de Saint-Vladimir (Russie)[16]